# Conferência Mundial contra o Racismo
Conferência Mundial contra o Racismo (WCAR) é o título de vários eventos internacionais organizados pela UNESCO para combater o racismo em suas várias formas. Desde então, quatro conferências foram realizadas: em 1978, 1983, 2001 e 2009.
Fundada após a o Segunda Guerra Mundial como um órgão dependente das Nações Unidas, a UNESCO começou, logo após a sua criação, a realizar e publicar estudos sobre grupos étnicos, visando dissipar racionalizações pseudocientíficas sobre o racismo. Dentre os primeiros trabalhos publicados está declaração sobre A Questão da Raça, de 1950, assinada por renomados acadêmicos da época.
Desde 1948, o combate à discriminação racial e à violência étnica tem sido objeto de várias convenções, declarações e conferências das Nações Unidas, destacando-se os seguintes:
- Convenção para a prevenção e a sanção do crime de genocídio -[5]
- Declaração sobre a eliminação de todas as formas de discriminação racial - 1963[6]
- Convenção internacional sobre a eliminação de todas as formas de discriminação racial - 1965[7]
- 21 de março designado Dia Internacional para a Eliminação da Discriminação Racial - 1966[8]
- Convenção internacional para a supressão e castigo do crime de Apartheid - 1973[9][10]
- Primeira década do combate ao racismo e à discriminação racial: 1973-1982[1]
- Primeira Conferência Mundial para Combate ao Racismo e à Discriminação Racial. Genebra, 1978[1]
- Segunda Conferência Mundial para Combate ao Racismo e à Discriminação Racial. Genebra, 1983[1]
- Segunda década do combate ao racismo e à discriminação racial: l983-l992[1]
- Terceira década do combate ao racismo e à discriminação racial: 1993-2002[1]
- Conferência Mundial contra o Racismo, Discriminação Racial, Xenofobia e Formas Conexas de Intolerância. Durban, 2001[1]
- Conferência Mundial contra o Racismo, a Discriminação Racial, a Xenofobia e Formas Conexas de Intolerância. Durban, 2009[4]